# 28043 Mabelwheeler
28043 Mabelwheeler è un asteroide della fascia principale. Scoperto nel 1998, presenta un'orbita caratterizzata da un semiasse maggiore pari a 2,3769679 UA e da un'eccentricità di 0,0361780, inclinata di 6,70990° rispetto all'eclittica.